# Dmitrij Swietuszkin
Dmitrij Swietuszkin, rum. Dumitru Svetuşchin (ur. 25 lipca 1980, zm. 4 września 2020) – mołdawski szachista, arcymistrz od 2002 roku.

## Kariera szachowa
Kilkukrotnie reprezentował Mołdawię na mistrzostwach Europy i świata juniorów w różnych kategoriach wiekowych, najlepszy wynik osiągając w 1999 r. w Erywaniu, gdzie na MŚ do 20 lat podzielił V-VIII m. (wspólnie m.in. z Pawłem Blehmem). Wkrótce awansował do ścisłej czołówki mołdawskich szachistów. Wielokrotnie reprezentował narodowe barwy w turniejach drużynowych, m.in.: ośmiokrotnie na olimpiadach szachowych (w latach 2000, 2002, 2004, 2006, 2008, 2010, 2012, 2014) oraz trzykrotnie na drużynowych mistrzostwach Europy (w latach 2011, 2015, 2017).
Odniósł szereg sukcesów w turniejach międzynarodowych, zwyciężając bądź dzieląc I miejsca m.in. w:
- Gyuli (1999),
- Turdzie (2001),
- Eforie Nord (2001, wspólnie m.in. z Constantinem Ionescu, Witalijem Kuninem(inne języki), Vasile Sanduleacem i Walerijem Czechowem),
- Patras (2002, wspólnie z Andrei Istratescu),
- Agios Kirykos – trzykrotnie (2002, wspólnie z Andriejem Ryczagowem oraz 2004 i 2005),
- Bukareszcie – dwukrotnie (2003, 2005),
- Hamburgu (2004, wspólnie z Simonem Küminem),
- Nikei (2005, wspólnie z Milosem Pavloviciem i Nikolozem Managadze(inne języki)),
- Saratowie (2005, wspólnie z Borysem Sawczenko),
- Kawali (2006, wspólnie ze Steliosem Halkiasem i Jurijem Drozdowskim),
- Olympus Riviera (2006, wspólnie z Mihajlo Stojanoviciem(inne języki)),
- Gapie (2008),
- Korbachu (2008),
- Vandœuvre-lès-Nancy (2008, wspólnie z Christianem Bauerem),
- Retimno (2009, wspólnie m.in. z Kivancem Haznedaroglu, Maksimem Turowem, Elshanem Moradiabadim i Antoanetą Stefanową),
- Palaiochorze (2010, wspólnie z Jurijem Kryworuczko i Ołeksandrem Zubariewem),
- Einhausen (2011),
- Wertherze (2011),
- Imperii (2011),
- Nikei (2011),
- Memoriał Borislava Kosticia (2012).

Uwaga: Lista sukcesów niekompletna (do uzupełnienia od 2011 roku).
Najwyższy ranking w karierze osiągnął 1 listopada 2011 r., z wynikiem 2621 punktów zajmował wówczas 3. miejsce (za Wiktorem Bołoganem i Viorelem Iordăchescu) wśród mołdawskich szachistów.